# Almenara de Adaja
Almenara de Adaja é um município da Espanha na província de Valladolid, comunidade autónoma de Castela e Leão, de área 17,16 km² com população de 31 habitantes (2007) e densidade populacional de 1,81 hab./km².

## Demografia
| Variação demográfica do município entre 1991 e 2004 | Variação demográfica do município entre 1991 e 2004 | Variação demográfica do município entre 1991 e 2004 | Variação demográfica do município entre 1991 e 2004 |
| --------------------------------------------------- | --------------------------------------------------- | --------------------------------------------------- | --------------------------------------------------- |
| 1991                                                | 1996                                                | 2001                                                | 2004                                                |
| 36                                                  | 33                                                  | 26                                                  | 37                                                  |